# 후쿠이성

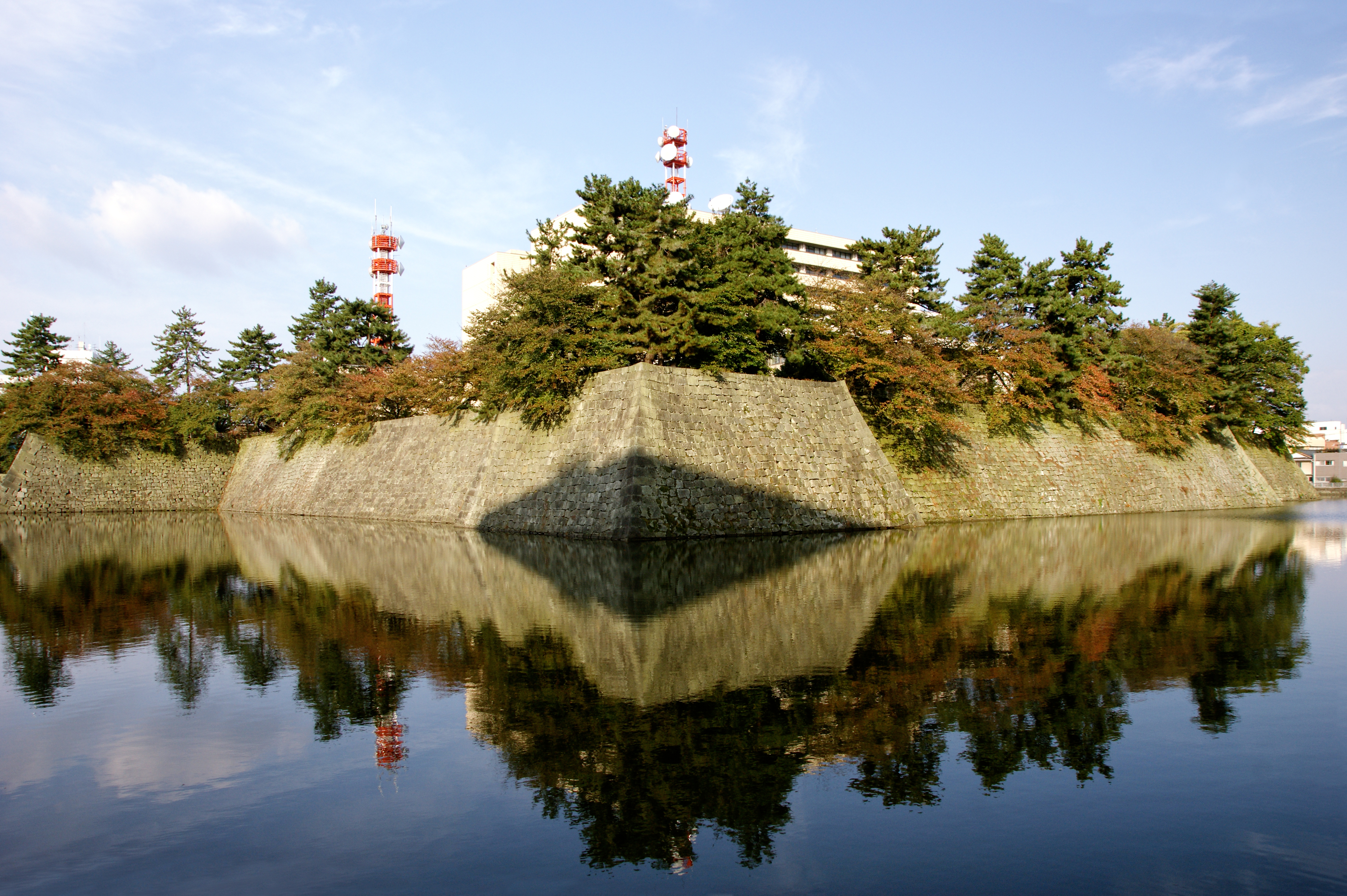
후쿠이 성의 혼마루

후쿠이성(일본어: 福井城)은 후쿠이현 후쿠이시에 있는 윤곽식 평성이다. 에도 시대에는 후쿠이번의 번청이 있었다. 오다 노부나가의 필두 가신 시바타 가쓰이에의 거성(당시 기타노쇼 성北ノ庄城)으로 유명하다.

## 개요
오다 노부나가의 군세가 이 지역 다이묘 가문인 아사쿠라 가문을 멸문시킨 후, 아케치 미쓰히데가 기타노쇼 성에 입성하여 전후처리를 하였다는 기록이 있지만, 당시에 이 땅에 성이 존재했는지는 알 수 없다. 만약 존재했다면, 전투에 대비해 조성되었을 성채로 추정하고 있다. 후쿠이 성은 1575년 시바타 가쓰이에가 축성한 기타노쇼 성과 1601년 도쿠가와 이에야스의 차남 유키 히데야스가 지은 기타노쇼 성으로 나뉜다. 후에 나중에 지어진 기타노쇼 성은 후쿠이 성으로 개명되었다.
유키 가문이 축성한 후쿠이 성은 시바타 가문이 축성한 기타노쇼 성 터에 지어진 것으로 전혀 다른 별개의 성으로 보아야 한다. 현재 시바타 가문의 기타노쇼 성에 대해서는 그다지 알려진 바가 없다.

## 역사
아즈치모모야마 시대
1573년 오다 노부나가에 의해 아사쿠라씨가 멸문되었고, 곧이어 1574년 에치젠, 가가의 일향문도도 진압되었다. 이 공으로 오다 노부나가는 시바타 가쓰이에에게 호쿠리쿠 지방의 통치를 위임한다. 1575년 시바타 가쓰이에 스스로 성을 설계하여 축성을 개시한다. 1578년 보수 확장공사를 마무리 짓지만, 1580년이 되어도 공사는 계속되었다. 이때 천수는 7층 또는 9층으로 지어졌다. 1583년 시즈가타케 전투에서 가쓰이에가 하시바 히데요시에게 패하자, 기타노쇼 성으로 철퇴하였고, 곧이어 벌어진 공성전에서 가쓰이에는 처 이치와 함께 자결하였다. 이때 성도 함께 소실되었다고 한다. 하지만, 이 후에도 아오키 가즈노리가 기타노쇼 성주로 부임했다는 기록이 남아있다. 1600년 세키가하라 전투 후, 전권을 장악한 도쿠가와 이에야스가 그의 차남 유키 히데야스에게 68만석 기타노쇼 번을 주었고, 1601년 옛 기타노쇼 성터에 성이 축성되기 시작한다.
에도 시대
1604년 유키 히데야스는 마쓰다이라 씨로 개성을 허락받았고, 성은 신판 다이묘의 거성에 걸맞게 개축된다. 이때 성은 전국의 여러 다이묘의 도움을 받았으며, 완공에 6년의 시간이 흐른다. 완성된 성의 규모는 사방 2km에 이르며, 5중의 해자를 둘렀다. 또, 4층5계의 천수도 세워졌지만, 1669년 소실되었다. 이후 천수는 재건되지 않았다.
1624년 3대번주 마쓰다이라 다다마사에 의해 성의 명칭이 기타노쇼에서 후쿠이로 개명되었다. 개명된 이유에 대해서는 여러 설이 있지만, 그 중 하나는 기타(北)이라는 자가 불길해 복이 있다라는 뜻에 후쿠이(福居)로 개명했다고 한다. 이후 메이지 유신을 맞이하기까지 에치젠 마쓰다이라 가문 17대의 거성이었다.
메이지 시대 이후
1873년(메이지 6년) 후쿠이 성은 폐성령에서 존성처분을 받지만, 1877년(메이지 10년) 육군성에 의해 민간에 입찰되어 성은 매각 해체되었다. 1890년(메이지 23년) 현상유지를 조건으로 성터는 옛 번주 가문인 마쓰다이라 가문에 불하되었다. 1945년(쇼와 20년) 후쿠이 공습으로 피해를 입었으며, 1948년(쇼와 23년) 후쿠이 지진으로 성의 석벽일부가 붕괴되었다. 현재 후쿠이 성 혼마루에는 후쿠이 현청사와 경찰본부가 들어서 있고, 혼마루 건너편은 중앙공원으로 정비되어 있으며, 시청, 우체국 등 공공시설이 들어서 있다.